# Osum
Osum er en 161 km lang flod i den sydlige del af Albanien. Sammenløbet med floden Devoll danner starten til floden Seman. Osums kilder ligger 1.050 meter over havet, iden sydlige del af præfekturet Korçë.
Floden er populær til rafting om foråret når snesmeltningen giver stor vandføring.